# The Damnation Game
The Damnation Game är det andra studioalbumet av det amerikanska progressiv metal-bandet Symphony X. Albumet utgavs 6 november 1995 av Zero Corporation.

## Låtlista
Alla låtar är skrivna av Symphony X
1. "The Damnation Game" – 4:32
2. "Dressed to Kill" – 4:45
3. "The Edge of Forever" – 8:59
4. "Savage Curtain" – 3:31
5. "Whispers" – 4:48
6. "The Haunting" – 5:22
7. "Secrets" – 5:42
8. "A Winter's Dream - Prelude" (Part I) – 3:04
9. "A Winter's Dream - The Ascension" (Part II) – 5:40

## Medverkande
Symphony X-medlemmar
- Michael Romeo – gitarr
- Russell Allen – sång
- Michael Pinnella – keyboard
- Thomas Miller – basgitarr
- Jason Rullo – trummor

Pruduktion
- Michael Romeo, Eric Rachel, Steve Evetts – producent
- Suha Gur – mastering